# Flögelner See
Der Flögelner See ist ein etwa 1,55 Quadratkilometer (= 155 Hektar) großer Moorsee in der Nähe der Ortschaft Flögeln nördlich des Moorheilbades Bad Bederkesa im Norden von Niedersachsen. Es besteht eine Wasserverbindung zum Halemer und zum Dahlemer See, die aber beide unter Naturschutz stehen.
Der See grenzt im Nordosten an weitläufige Moorgebiete. Im See gibt es eine kleine Insel, auf der man die Überreste einer mittelalterlichen Wasserburg erkennen kann. Von einer Aussichtsplattform an der Seite des Dorfes hat man eine gute Aussicht auf die Pflanzen- und Tierwelt des Sees.
Am See nisten zahlreiche Vogelarten und im Winter kommen aus Nordeuropa und Russland Singschwäne hinzu.
Der südliche Seeabfluss führt über die Aue zum Hadelner Kanal, der Teil des Elbe-Weser-Schifffahrtsweges ist. Der Seeabfluss ist nicht schiffbar, aber für Paddler geeignet.
Der See ist als Angelrevier beliebt, da er reich an Aal, Barsch, Brassen, Hecht, Karpfen, Rotfeder, Rotauge, Schlei, Weißfisch und Zander ist.

## Bildergalerie

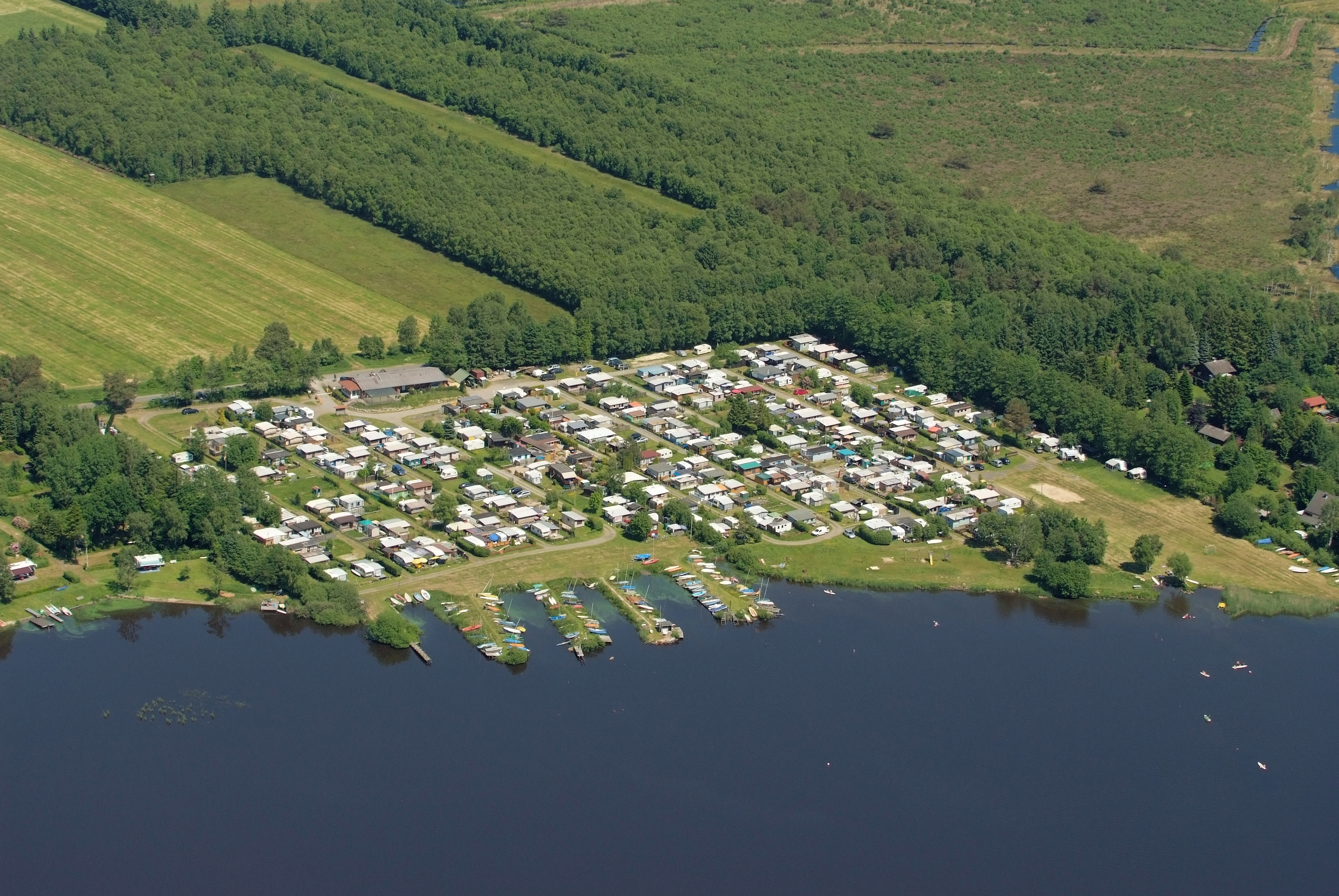
Campingplatz am Flögelner See (Luftbild 2012)
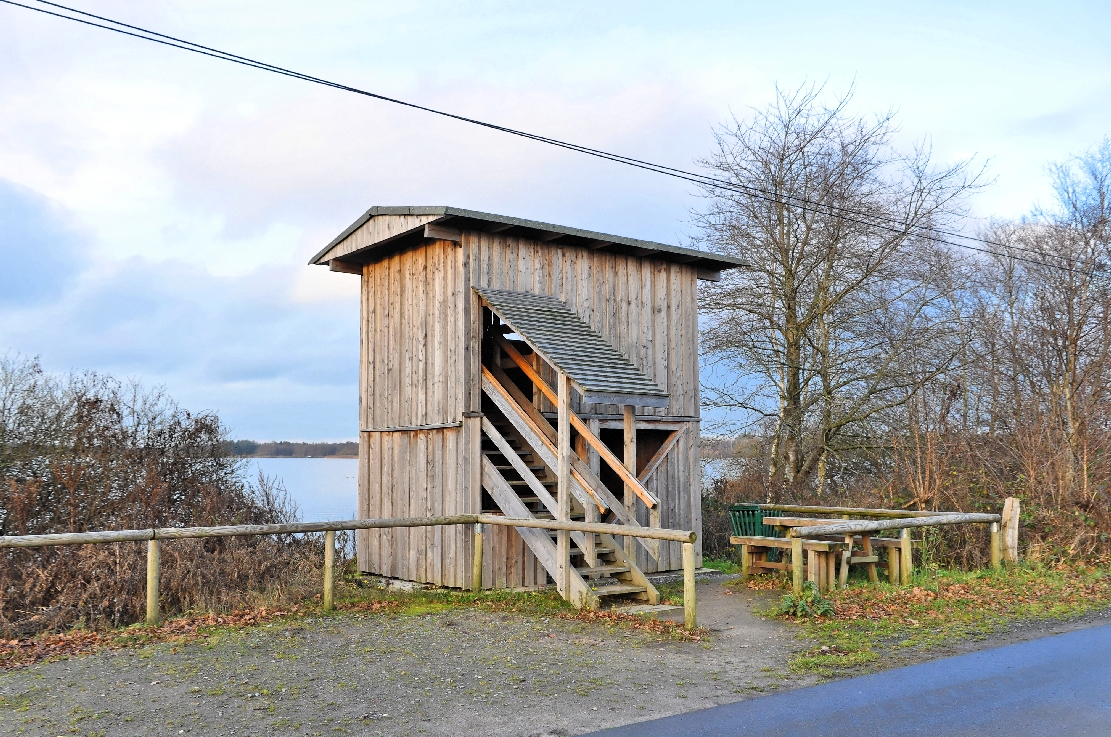
Beobachtungshütte, November 2012
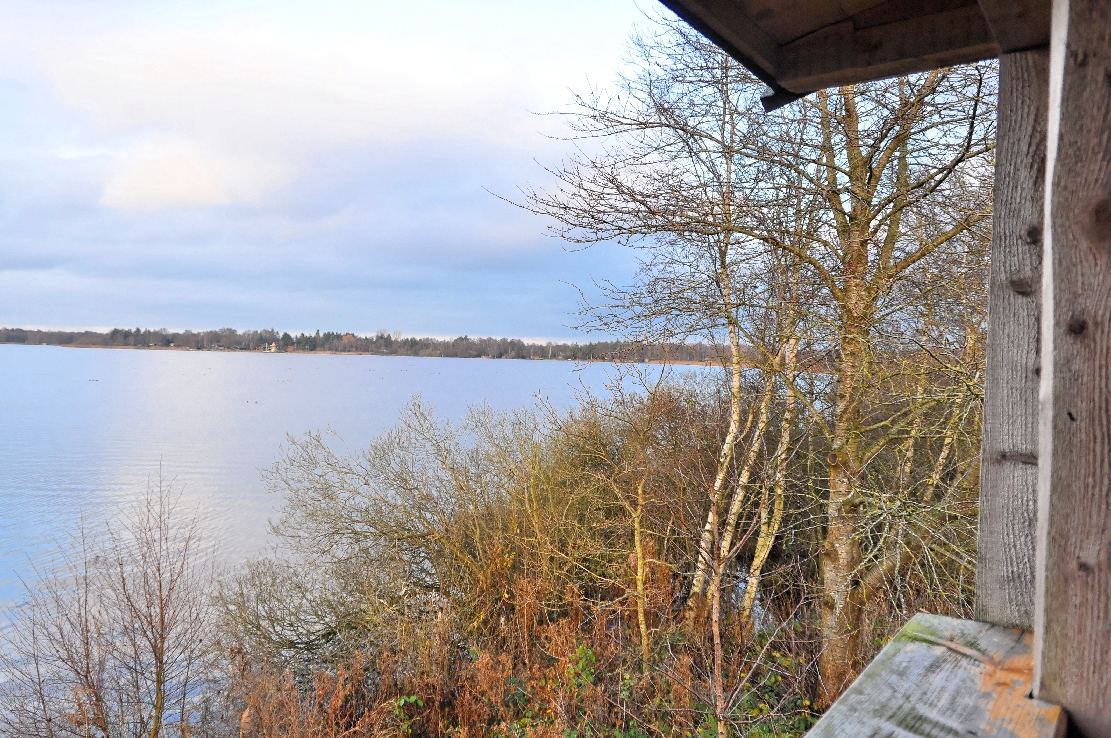
Blick von der Hütte, November 2012
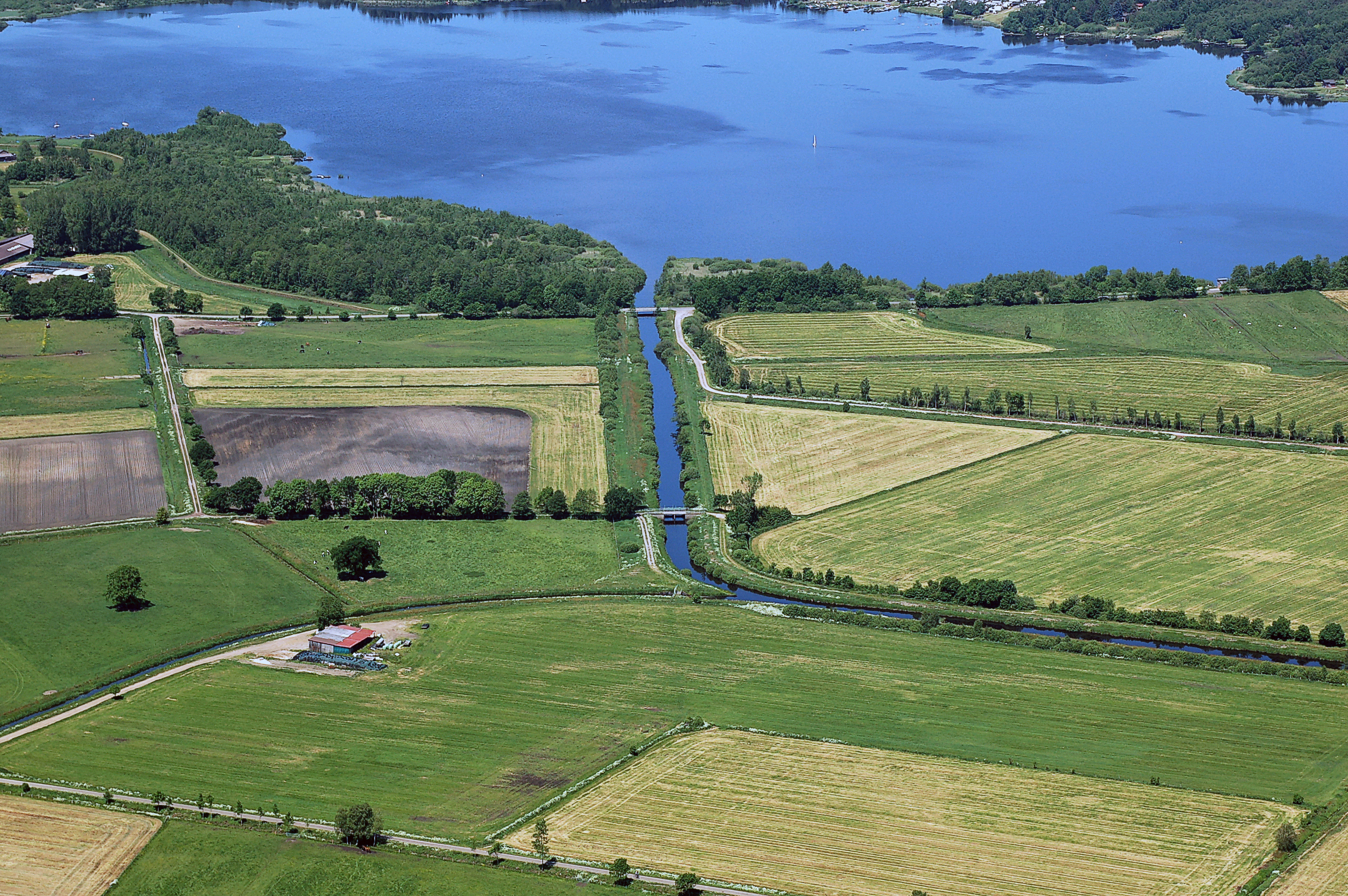
Luftaufnahme, Mai 2012